# La polizia
La polizia è uno sceneggiato televisivo trasmesso dal Secondo programma il 14 febbraio del 1969, diretto dal regista Dante Guardamagna. Si tratta di una commedia satirica, basata sul teatro dell'assurdo, trasposizione televisiva in unico tempo del testo originale del drammaturgo polacco Sławomir Mrożek. Propone una storia nella quale la forza di polizia - altamente efficiente - ha soppresso ogni forma di slealtà verso il governo, ma adesso deve costruire dei falsi dissidenti politici per assicurare l’esistenza del regime stesso.
È un testo molto rilevante dal punto di vista politico, considerando il contesto politico della fine degli anni Sessanta tra i due blocchi contrapposti nella guerra fredda. Lo sceneggiato ottenne un riscontro positivo dalla critica.

## Trama
Il tema toccato è quello del potere e delle sue degenerazioni. In un determinato paese, un ipotetico stato dittatoriale dell'Europa dell'Est, la polizia è rimasta senza oppositori e teme di diventare disoccupata, poiché anche l’ultimo prigioniero sta per uscire. Ebbene, l'unico oppositore politico fa autocritica, mettendo in crisi la polizia. A questo punto un funzionario, agente provocatore, per restituire all'apparato la sua ragione d’essere, si presta ad interpretare la figura del dissidente.

## Scene
Le scenografie sono di Giuliano Tullio e fanno riferimento alla architettura razionalista, il cui rigore strutturale trovò ovunque larghi consensi nella realizzazione, in senso trionfalistico e propagandistico, delle grandi opere, trasposto in quelle socialiste dell’apparato politico comunista. Il regista condivise questa scelta ed accettò le risoluzioni progettuali di una scenografia essenziale con colonne portanti lisce, non scanalate né decorate, e tagli ritmati sulle pareti di ampi finestroni: il tutto era strettamente stringato e anche l’arredamento era intrinsecamente legato ai concetti razionali dell’impianto. L’effetto fu notevole ed indicativo del rigore del testo.